# Critérium International 2011
Das 80. Critérium International war ein Radsport-Etappenrennen, das vom 26. bis zum 27. März 2011 auf der Insel Korsika stattfand. Die Rundfahrt wurde in drei Etappen über eine Gesamtdistanz von 281 Kilometern ausgetragen. Das Rennen war Teil der UCI Europe Tour 2011 und dort in die Kategorie 2.HC eingestuft.

## Teilnehmer
| ProTeams Team RadioShack Sky ProCycling Team Garmin-Cervélo Team Leopard Trek Ag2r La Mondiale Euskaltel Euskadi Movistar Team Vacansoleil-DCM Pro Team Astana Professional Continental Teams FDJ Team Europcar Cofidis, le Crédit en Ligne Bretagne-Schuller Saur-Sojasun Big Mat-Auber 93 Skil-Shimano |

Am Start standen insgesamt 16 Mannschaften, davon neun ProTeams. Außerdem erhielten die sieben Professional Continental Teams Cofidis, le Crédit en Ligne, Team Europcar, FDJ, Bretagne-Schuller, Big Mat-Auber 93 und Saur-Sojasun aus Frankreich sowie Skil-Shimano aus den Niederlanden eine Startberechtigung für die Rundfahrt.

## Strecke
Das von der Amaury Sport Organisation ausgerichtete Critérium International fand 2011 zum zweiten Mal auf Korsika rund um Porto-Vecchio statt.
Am ersten Tag stand eine Bergetappe an, auf der sieben Bergwertungen ausgefahren wurden. Der Abschnitt endete schließlich nach einem 14,3 Kilometer Anstieg auf dem Col de L’Ospédale. Diese Etappe sollte bereits eine Vorentscheidung im Gesamtklassement bringen.
Am folgenden Sonntag stand am Morgen eine 75 Kilometer kurze Flachetappe rund um Porto-Vecchio auf dem Programm. Nachmittags endete das Rennen in derselben Stadt mit einem flachen Einzelzeitfahren über sieben Kilometer.

## Etappen
| Etappe | Tag      | Start – Ziel                      | Typ              | km    | Etappensieger  | Gesamtwertung |
| ------ | -------- | --------------------------------- | ---------------- | ----- | -------------- | ------------- |
| 1.     | 26. März | Porto-Vecchio > Col de l’Ospedale | Bergetappe       | 198,0 | Fränk Schleck  | Fränk Schleck |
| 2.     | 27. März | Porto-Vecchio > Porto-Vecchio     | Flachetappe      | 075,0 | Simon Geschke  | Fränk Schleck |
| 3.     | 27. März | Porto-Vecchio                     | Einzelzeitfahren | 07,8  | Andreas Klöden | Fränk Schleck |

## Rennverlauf
Auf der ersten Bergetappe wurde der Deutsche Jens Voigt als letztes Mitglied der Ausreißergruppe des Tages, aus der Pim Ligthart an den Bergwertungen den Grundstein für seinen Sieg in der Bergwertung legte, am Fuß des Col de l’Ospedale von einer ungefähr zwanzig Mann starken Verfolgergruppe eingeholt. Nach weiteren Attacken, unter anderem von seinem Bruder Andy, setzte sich Fränk Schleck (Leopard Trek) ab, nur der Este Rein Taaramae von Cofidis vermochte an seinem Hinterrad zu bleiben, bis auch noch Wassil Kiryjenka (Movistar Team) zur Spitze aufschloss. Zwei Kilometer zuvor hatte Schleck attackiert und siegte mit 16 Sekunden Vorsprung auf Kiryjenka, der noch um vier Sekunden an Taaramae vorbeizog.
Wie erwartet endete der flache Abschnitt am folgenden Tag in einem Massensprint, den der Deutsche Simon Geschke vom niederländischen Team Skil-Shimano für sich entschied und damit seinen ersten Profisieg feierte. Im abschließenden Zeitfahren am Nachmittag trug mit Andreas Klöden (Team RadioShack) ein weiterer Deutscher den Sieg davon. Dabei verwies Klöden den britischen Spezialisten Bradley Wiggins und Jakob Fuglsang auf die Plätze. Fränk Schleck verteidigte als Zwölfter das Gelbe Trikot, obgleich er auf den Zweitplatzierten und Punktbesten Kiryjenka noch sieben Sekunden einbüßte. Rein Taaramae schloss die Rundfahrt als Dritter ab und sicherte sich das Weiße Trikot des besten Nachwuchsfahrers.

### Wertungstrikots im Rennverlauf
| Etappe | Gesamt        | Berg         | Punkte           | Nachwuchs     | Team          |
| ------ | ------------- | ------------ | ---------------- | ------------- | ------------- |
| 1.     | Fränk Schleck | Pim Ligthart | Fränk Schleck    | Rein Taaramae | Movistar Team |
| 2.     | Fränk Schleck | Pim Ligthart | Fränk Schleck    | Rein Taaramae | Movistar Team |
| 3.     | Fränk Schleck | Pim Ligthart | Wassil Kiryjenka | Rein Taaramae | Movistar Team |